# 隆安县
隆安县是中国广西壮族自治区南宁市所辖的一个县，位于广西西南部、南宁市西部。现辖6镇4乡和1个华侨管理区，共118个行政村、13个社区、1235个自然屯，行政区域面积2277平方公里，縣人民政府駐地為城廂鎮。

## 历史
置县始于明嘉靖十二年（1533年）县城驻城厢镇，1958年12月，隆安县与武鸣县合并称武隆县。1959年5月，恢复隆安县建制至今。1958－2002年隶属原南宁地区，2003年划入南宁市管辖。

## 人口
根據第七次人口普查數據，截至2020年11月1日零時，隆安縣常住人口為325140人。
2011年統計总人口39.63万人，其中农业人口35. 5万人。全县有壮族、汉族等12个民族，壮族人口占全县总人口的95%。

## 行政区划
隆安县辖6个镇、4个乡：城厢镇、南圩镇、雁江镇、那桐镇、乔建镇、丁当镇、古潭乡、都结乡、布泉乡、屏山乡和隆安华侨管理区管理委员会。

## 交通
- 广昆高速、 324国道、 358国道横越境内。
- 隆安东站：南昆客运专线

## 风景名胜
隆安县屏山乡境内有龙虎山自然风景名胜区，位于南宁-那桐-大新二级公路旁，是自治区级自然保护区之一，保护区内山清水秀，猕猴数量众多。 